# أوشن 14
أوشن 14 هو فيلم مصري كوميدي تم إنتاجه في يوم 20 يناير 2016 وهو من إخراج شادي الرملي وبطولة كل من كريم عفيفي وعمر مصطفى متولي ومحمود أبو داود ونرمين ماهر وبسنت السبقي ولطفي لبيب ومحمد عبد الرحمن، وقد قام كل من المطرب أحمد شيبة والمغنية العراقية كلوديا حنا بتقديم أغنيتين مختلفتين في اطار الفيلم وقد قدمت المطربة كلوديا أغنيتها اشتغالات باللغتين الكلدانية والعربية.

## القصة
تدور القصة حول طاعون (عمر مصطفى متولي) الذي كان يفكر من وقت طويل في القيام بعملية تستهدف إلى الاستيلاء على مجوهرات الفنانة الشهيرة أحلام، ليكون فريق يساعده في تنفيذ العميلة وهم كربونة (محمد أنور) ومرعي (حمدي المرغني) والمعلم عبد الملك حنطور (بيومي فؤاد) وسونسون (نرمين ماهر) وخطيبته عبير (بسنت السبقي) وشقيقها المهندس عصام (كريم عفيفي) وغيرهم، ويتجهوا جميعهم إلى شرم الشيخ من أجل التنفيذ، حيث يلاحقهم النقيب صفاء شرين عصمت (مصطفى خاطر) ومساعده نادر (مصطفى بسيط) للقبض عليهم بعدما تم إيقافه عن العمل بسبب طاعون، ولكنه يتراجع ويقرر إعادة المجوهرات ليفرج عن أصحابه الذين سُجنوا بتهمة السرقة والتخريب ثم يتركوه، ولكنه متفائل في النهاية لبقاء خطيبته معه عبير (بسنت السبقي).

## البطولة
- عمر مصطفى متولي بدور طاعون
- كريم عفيفي بدور المهندس عصام
- محمد أنور بدور كربونة
- حمدي المرغني بدور مرعي
- لطفي لبيب (ضيف شرف)
- محمد عبد الرحمن (ضيف شرف)
- محمد أسامة (ضيف شرف)
- نرمين ماهر بدور سونسون
- أحمد صيام
- بسنت السبقي بدور عبير
- محمد أبو داوود (ضيف شرف)
- بيومي فؤاد بدور عبد الملك
- مصطفى بسيط بدور نادر
- مصطفى خاطر بدور النقيب صفاء شيرين عصمت
- أمجد عابد بدور العو
- محسن منصور
- أحمد شيبة (ضيف شرف)

## وصلات خارجية
- أوشن 14 على موقع IMDb (الإنجليزية)
- أوشن 14 على موقع الدهليز
- أوشن 14 على موقع قاعدة بيانات الأفلام العربية
- أوشن 14 على موقع قاعدة بيانات الفيلم (الإنجليزية)
- أوشن 14 على موقع ليتربوكسد (الإنجليزية)
- أوشن 14 على موقع كينوبويسك (الروسية)

- أوشن 14 على قاعدة بيانات الأفلام العربية